# Ривиньяно
Ривиньяно (итал. Rivignano) —  коммуна в Италии, располагается в регионе Фриули-Венеция-Джулия, в провинции Удине.
Население составляет 4400 человек (2008 г.), плотность населения составляет 134 чел./км². Занимает площадь 30 км². Почтовый индекс — 33061. Телефонный код — 0432.
Покровителем коммуны почитается святой Лаврентий.

## Демография
Динамика населения:

## Администрация коммуны
- Официальный сайт: https://web.archive.org/web/20100107003605/http://www.comune.rivignano.ud.it/